# Фельман, Якоб
Яакко (Якоб) Фельман (фин. Jaakko Fellman, швед. Jakob Fellman, 1795—1875) — финский священник и натуралист, собиратель саамского фольклора, исследователь саамских языков, в том числе кеми-саамского языка. Занимался вопросами саамской письменности, является автором первого саамского алфавита.

## Биография
Яакко Фельман родился 25 марта 1795 года в Рованиеми.
Родителями Фельмана были Катарина Гисселькорс (1753—1829) и священник Эсайас Фельман (1745—1829), служивший викарием в Рованиеми.
Якоб Фельман окончил Академию Або, после чего, в 1819 году, стал священником в Утсйоки — саамском поселении на севере финской Лапландии, у самой границы с Норвегией. Здесь Фельман занимался изучением северносаамского языка, а также переводами текстов на этот язык — помимо прочего, он перевёл на северносаамский язык катехизис.
В 1825 году Фельман впервые опубликовал текст на саамском языке — это был перевод двух глав из Евангелия от Матфея. Текст вышел под названием Prima duo capita evangelii Matthei in lingvam Lapponicam translata (i finnmarkisk dialekt) («Первые две главы Евангелия от Матфея в переводе на лапландский язык (финнмаркский диалект)»). После посещения в 1829 году деревень Куолаярви и Сомпио Фельман составил краткий словарь кеми-саамского языка (сейчас уже исчезнувшего).
Живя в Утсйоки, Фельман также изучал местную флору и фауну, а также собирал местный фольклор, в том числе записывал саамские йойки.
После окончания срока государственной службы Фельман переехал в Лаппаярви, где он в общественной должности приходского священника проработал с 1832 до 1875 год. Он, однако, был в большей степени исследователем и хозяйственником — и свои обязанности священника исполнял большей частью через своих помощников, в результате чего от прихожан на Фелльмана неоднократно поступали жалобы. Здесь же, в Лаппаярви, Яакко Фельман скончался 8 марта 1875.
Большое число своих записей, связанных с годами пребывания в Лапландии, Фельман оставил своему сыну, Нильсу Исаку (1841—1919), сенатору, председателю надворного суда в городе Вааса, учёному-ботанику. Тот опубликовал эти рукописи в 1910 году под названием Anteckningar under min vistelse i Lappmarken I—IV. Кроме того, Якоб и Нильс Исак собрали большое число литературных произведений, связанных с Лапландией. Эта «Лаппоника» (или «Коллекция Фельмана») в настоящее время находится в финско-угорском отделе библиотеки Хельсинкского университета.